# Porterandia rarissima
Porterandia rarissima är en måreväxtart som beskrevs av Zahid. Porterandia rarissima ingår i släktet Porterandia och familjen måreväxter. Inga underarter finns listade i Catalogue of Life.